# Diaethria mixteca
Diaethria mixteca är en fjärilsart som beskrevs av De la Maza 1977. Diaethria mixteca ingår i släktet Diaethria och familjen praktfjärilar. Inga underarter finns listade i Catalogue of Life.